# Opękowate
Opękowate (Acroceridae) – rodzina muchówek z podrzędu krótkoczułkich i infrarzędu Asilomorpha. Grupa kosmopolityczna. Obejmuje około 400 znanych gatunków. Przechodzą rozwój z nadprzeobrażeniem. Larwy są wewnętrznymi, wyjątkowo zewnętrznymi parazytoidami pająków. Przepoczwarczenie następuje pod ochroną sieci pajęczej. Owady dorosłe nie pobierają pokarmu lub żywią się nektarem. Niektóre są ważnymi, wyspecjalizowanymi zapylaczami.

## Opis

### Owad dorosły

Schemat użyłkowania skrzydła rodzaju Ocnaea. C – żyłka kostalna, Sc – żyłka subkostalna, od R1 do R5 – żyłki radialne, Rs – sektor radialny, od M1 do M3+4 – żyłki medialne, CuA – żyłka anterokubitalne, A1 – żyłka analna, r-m – żyłka poprzeczna radialno-medialna, m-m – żyłka poprzeczna intermedialna, m-cu – żyłka poprzeczna medialno-kubitalna, br – komórka bazyradialna, bm – komórka bazymedialna, cup – komórka posterokubitalna, d – komórka dyskoidalna, m3 – trzecia komórka medialna.

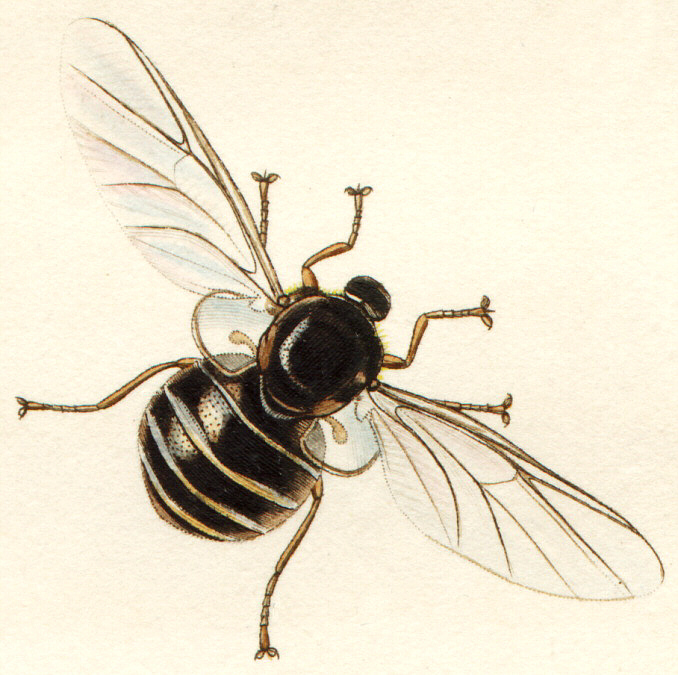
Ogcodes gibbosus, rycina autorstwa Johna Curtisa

Muchówki o ciele długości od 2 do 21 mm, często niemal kulistym w zarysie. Powierzchnia ciała jest matowa lub błyszcząca, pozbawiona dużych szczecin. W ubarwieniu często obecne są jaskrawe barwy metaliczne: zielona, niebieska, czerwona lub fioletowa, ale występują też barwy brązowa, pomarańczowa, żółta, czarna czy biała. Częste są plamy lub pasy na śródpleczu lub odwłoku. Ubarwienie i pokrój ciała imitować mogą pszczoły, osy, a nawet chrząszcze (mimikra).
Głowa zwykle jest mała, kulista i osadzona nisko na tułowiu. U gatunków z głową średnich rozmiarów jest ona zazwyczaj wyższa niż szeroka. Większą część powierzchni zajmują gęsto owłosione, holoptyczne oczy złożone. Oprócz oczu występują zwykle trzy przyoczka, z których środkowe może niekiedy być w zaniku, a rzadko cała trójka jest słabo dostrzegalna. Cienkie, trójczłonowe czułki mogą być różnie osadzone. Aparat gębowy może być wykształcony w różnym stopniu.
Szyja zwykle schowana jest pod głową. Tułów zwykle jest pękato nabrzmiały, tylko niekiedy płaski, charakteryzują go dobrze rozwinięta tarczka, nabrzmiałe anepisternum, a często też nabrzmiałe postpronotum. Bardzo duże łuseczki tułowiowe mają zwykle formę miseczek nakrywających przezmianki. Odnóża są zazwyczaj dobrze zbudowane. Stopy cechują się tęgimi pazurkami, parą nabrzmiałych przylg, a zwykle jeszcze przylgowatym empodium. Tylko u Camposella empodium i przylg brak zupełnie. Skrzydła są w pełni wykształcone, ale mają rozmaite kształty i użyłkowanie. Cechą charakterystyczną jest pozbawiona odgałęzień żyłka radialna R2.
Odwłok zwykle jest pękato kulisty, ale może być też kulistawo-podługowaty, a nawet wąski, stożkowaty lub spłaszczony bocznie. Liczba widocznych jego segmentów waha się od pięciu do ośmiu. U gatunków upodobnionych do os początkowe segmenty mogą tworzyć przewężenie. Pierwsza para przetchlinek odwłokowych leży na jego pierwszym tergicie i zwykle nakrywa ją kapturek. Narządy rozrodcze samca są różnie wykształcone, zwykle obrócone o 180°, ale u Ogcodes prawie o 360° względem pierwotnego położenia segmentów odwłokowych. Edeagus zwykle jest długi, nabrzmiały i okryty u nasady zrośnięty paramerami. U rodzaju Ogcodes gonostylus jest krótki i prosto zbudowany, podczas gdy u Eulonchus ma formę dwupłatową. Samice mają zwykle powiększone przysadki odwłokowe, a ich ósmy sternit ma kształt kubkowaty, obrębiony lub trójpłatowy.

### Stadia rozwojowe
Jaja mają gruszkowaty kształt i ciemne zabarwienie.
Larwy pierwszego stadium, określane jako planidia, mają od 0,25 do 1 mm długości, od 0,05 do 0,15 mm szerokości i łódeczkowaty kształt. Pokryte są licznymi szczecinkami lub łuskami i, z wyjątkiem Acrocera, mają dobrze zesklerotyzowane ciało. Głowa ich ma zakrzywione ku górze żuwaczki, jedno lub dwuczłonowe czułki i co najwyżej słabo zaznaczone plamki oczne. Tułów składa się z trzech, a odwłok z dziewięciu segmentów, z których ósmy lub dziewiąty ma przetchlinki (układ oddechowy metapneustyczny).
Drugie stadium larwalne ma niezesklerotyzwone ciało o słabo wyodrębnionej głowie. Ostatnie, trzecie stadium osiąga od 3 do 35 mm długości. Głowa jest u niego dobrze wyodrębniona, a odwłok ma dziewięć tergitów i osiem sternitów. Typ układu oddechowego jest u niego perypneustyczny – oprócz przetchlinek tylnych występuje też para dużych przednich.
Poczwarka jest zamknięta (pupa obtecta), ma od 3 do 20 mm długości, barwę białą do brązowej i małą głowę. Odwłok jej ma pierwszy oraz trzy ostatnie segmenty pozbawione widocznego podziału na tergit i sternit, natomiast segmenty od drugiego do piątego zaopatrzone w przetchlinki.

## Biologia i ekologia

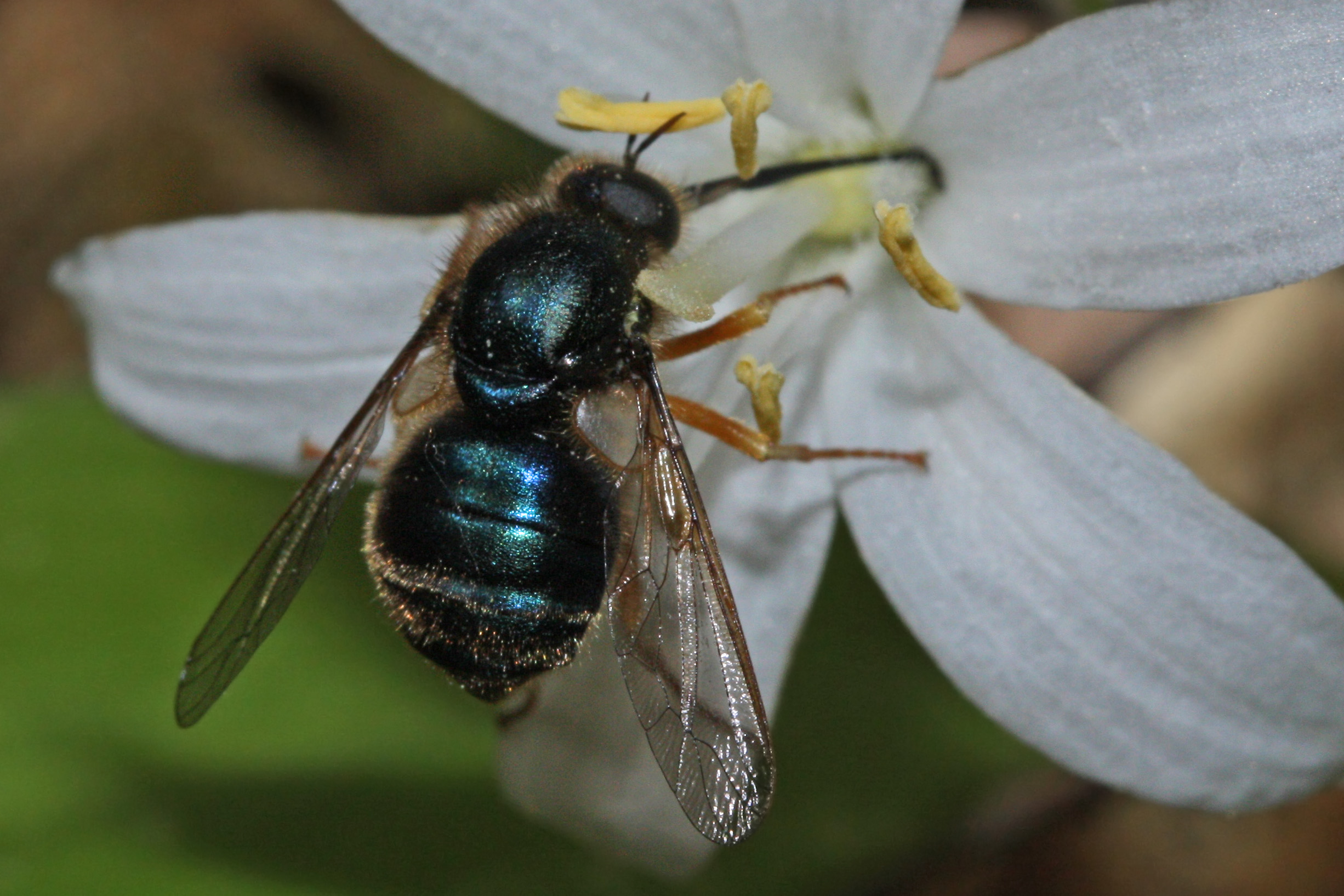
Eulonchus sapphirinus pożywiający się nektarem Clintonia uniflora

Osobniki dorosłe części gatunków mają zredukowane narządy gębowe i nie pobierają pokarmu. Pozostałe żywią się nektarem kwiatów, często będąc przystosowanymi do określonych ich kształtów i odgrywając ważną rolę w zapylaniu. Lot postaci dorosłych, zależnie od gatunku może być bardzo szybki jak i powolny. Kopulacja odbywa się w locie, a samica składa do 5 tysięcy jaj w pobliżu miejsc występowania gospodarzy larw.
Rozwój odbywa się z nadprzeobrażeniem. Larwy prawie wszystkich gatunków są wewnętrznymi parazytoidami pająków. Wyjątkiem jest jeden rodzaj będący parazytoidem zewnętrznym. Podrodzina Panopinae specjalizuje się w ptasznikach, zaś pozostałe w Araneomorphae. Z wyjątkiem rodzaju Acrocera larwy pełzają, podskakują i aktywnie poszukują żywiciela. Niektóre skaczą na odległość wielokrotnie większą niż ich długość. Po wejściu w kontakt z pająkiem larwa wgryza się do wnętrza jego ciała przerywając oskórek w przednio-grzbietowej części opistosomy (tuż za prosomą) lub na łączeniu stawowym odnóża, po czym kieruje się do płucotchawek, gdzie może oddychać powietrzem atmosferycznym. Tam spędza od 4 miesięcy do kilku lat w diapauzie. Długość trwania drugiego stadium jest różna. W czasie jego trwania larwa żeruje, omijając kluczowe narządy, a na pewnym jego etapie pająk buduje sieć ochronną. Trzecie stadium larwalne trwa krótko, od 24 godzin do 5 dni. Odżywia się bardzo szybko i to ono dopiero uśmierca żywiciela. Wyrośnięta larwa opuszcza ciało gospodarza i przepoczwarcza się w jego sieci ochronnej. Stadium poczwarki trwa zwykle 2–3 tygodnie.

## Rozprzestrzenienie
Rodzina kosmopolityczna, najliczniej reprezentowana w krainie neotropikalnej (około 100 znanych gatunków). Liczbę gatunków występujących w krainie nearktycznej szacuje się na 80. W Polsce stwierdzono 8 gatunków z dwóch rodzajów (zobacz: opękowate Polski).

## Systematyka
Opękowate są grupą siostrzaną Nemestrinidae, w zapisie kopalnym znaną od środkowej jury. Najstarszy znany rodzaj to Archocyrtus z keloweju. Dotychczas opisano około 400 gatunków z tej rodziny, sklasyfikowanych w ponad 50 rodzajach i 3 podrodzinach:
- Acrocerinae
- Panopinae
- Philopotinae